# Lygodium surinamense
Lygodium surinamense là một loài dương xỉ trong họ Lygodiaceae. Loài này được Miq. mô tả khoa học đầu tiên năm 1843.
Danh pháp khoa học của loài này chưa được làm sáng tỏ. 